# Frédéric-Louis-Désiré Bogino
Pour les articles homonymes, voir Bogino.
Frédéric-Louis-Désiré Bogino, né le 12 novembre 1831 à Paris où il est mort le 21 janvier 1899, est un sculpteur français.
Il est le père du sculpteur Émile Louis Bogino (1852-1915) et du peintre Alphonse Bogino (1854-1915).

## Biographie
Frédéric Louis Désiré Bigino naît le 12 novembre 1831 sur l'ancien 12e arrondissement de Paris. Son père est corroyeur.
Remarqué par James Pradier, il suit les cours de sculpture à l’École des beaux-arts de Paris dans l’atelier de François Jouffroy puis d'Eugène-Louis Lequesne.
Il débute au Salon en 1853 avec une statue de Saint-Pierre et expose presque chaque année jusqu’en 1897. Un grand nombre de ses œuvres est d’inspiration religieuse, et il exécute également beaucoup de portraits. 
L'un de ses premiers succès est une statuette représentant Madame Ristori dans le rôle de Myrrha en 1855.
Après le Monument au comte Regnaud de Saint-Jean-d’Angély (1863), il atteint le sommet de sa carrière avec le Monument aux morts de 1870 à Mars-la-Tour (1875).
Il est nommé chevalier de la Légion d'honneur en 1877 et est chevalier de l’ordre du Médjidié.
En mars 1878, Bogino est élu membre correspondant de l’Académie nationale de Metz.
Au Salon de 1884 à Paris, il expose une statue de Victor Hugo en plâtre, qui est installée en 1885 sur le parcours du cortège funèbre de l'écrivain, devant le bassin de l'actuelle place Edmond-Rostand à Paris, face au Panthéon. 
Il meurt à Paris 14e, en son domicile sis 51 rue du Moulin-Vert, le 21 janvier 1899. Il repose au cimetière du Montparnasse (3e division).
Parmi ses élèves, on compte les sculptrices britanniques Emmeline Halse (en) (1853-1930) et Jessie Lipscomb (1861-1952). 

## Œuvres dans les collections publiques

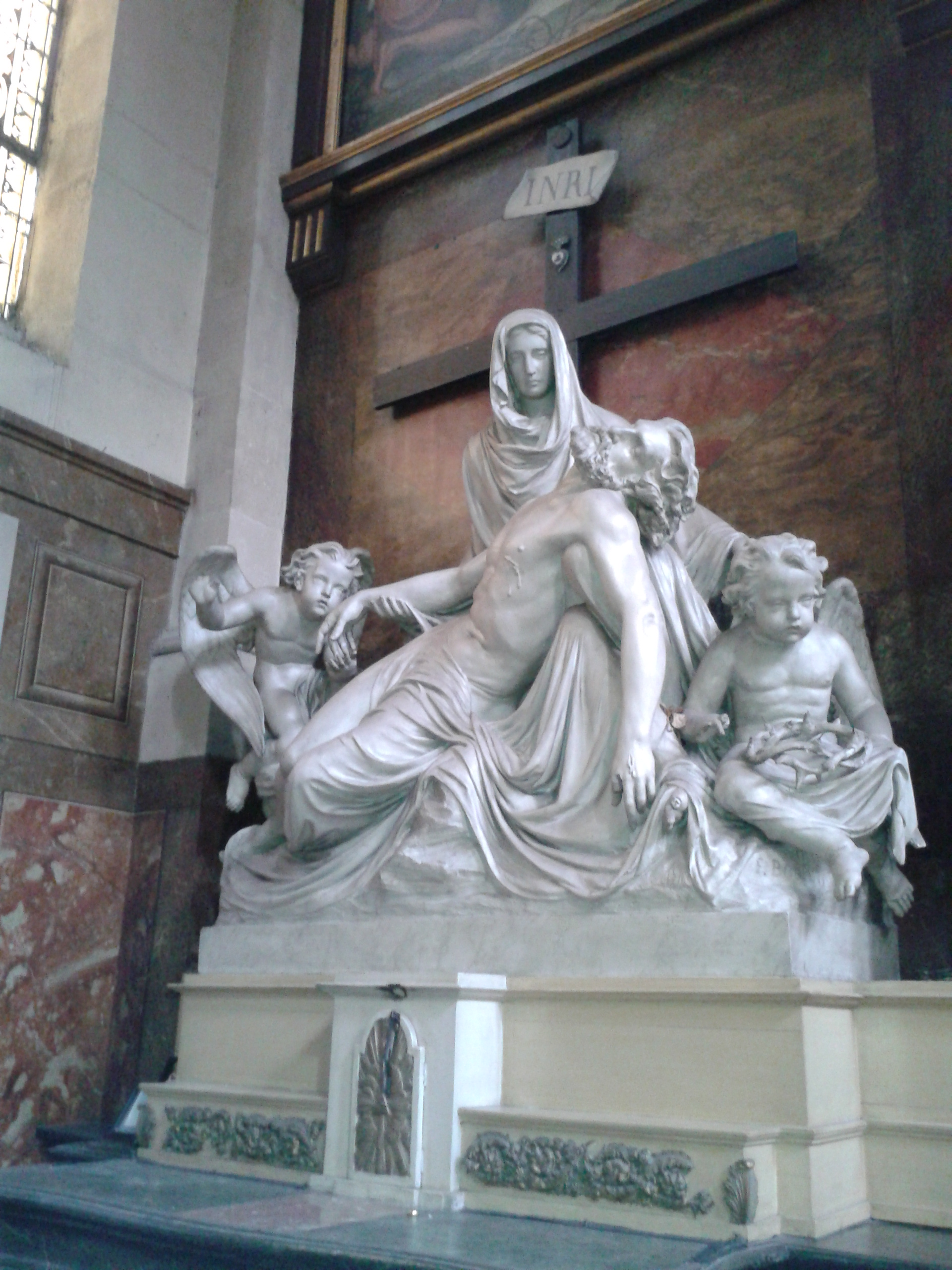
Frédéric Bogino, Pietà (1856), plâtre, Paris, église Saint-Roch, chapelle de la Compassion.

- Beaufort-en-Anjou, musée Joseph-Denais : L'Été, médaillon en terre cuite, offert par Henry Jouin[10].
- Châtillon-Coligny, musée d'Art et d'Archéologie : Antoine Becquerel, buste en marbre, Salon de 1881, achat de l'État[11],[12].
- Chambéry, musée des Beaux-Arts : Le Dernier chant du barde, 1870, œuvre disparue[13].
- Gênes (Italie), Museo-Biblioteca dell'Attore : Adélaïde Ristori en costume de Médée, recevant des mains d'Isabelle II d'Espagne la plume avec laquelle elle signa la grâce du soldat Nicolas Chapado, dessin au crayon, 1857[14].
- Mars-la-Tour : Monument aux morts de 1870, 1875[15], composé d'un groupe en bronze représentant Un soldat mourant dans les bras de la France, et de deux reliefs en bronze sur le socle, une Charge de cavalerie et une Charge d'infanterie[16]. L'un des reliefs a été volé en 2014[17]. Le modèle en plâtre du groupe a été exposé au Salon de 1876[18]. Deux modèles en plâtre patiné des reliefs ont été exposés au Salon de 1879[19].
- Milan (Italie), Museo teatrale alla Scala : Madame Ristori dans le rôle de Myrrha, vers 1855, statuette en bronze[20].
- Mirande, musée des Beaux-Arts et des Arts décoratifs : Jeune Homme portant un vase (ou une amphore), dit Le Canéphore, statue en marbre[21], Salon de 1875, achat de l'État. Le plâtre a été exposé au Salon de 1868[22].
- Nancy, musée des Beaux-Arts : Isabey père, 1880, buste en plâtre destiné au décor intérieur du palais Garnier[23].
- Paris :
  - basilique du Sacré-Cœur : 
    - Sainte Geneviève, Salon de 1888, statue en marbre (crypte)[24] ;
    - Sainte-Geneviève fuyant le Démon, Salon de 1888, bas-relief en bronze.

  - cimetière du Montparnasse : Pierre-Jules Moulin, 1877, buste en bronze ornant la sépulture du consul[25].
  - cimetière du Père-Lachaise (15e division) : Le Docteur Jean-Zuléma Amussat[26], 1856, portrait en médaillon en bronze[27].
  - église Saint-Roch :
    - Pietà, 1856, groupe en plâtre dans la chapelle de la Compassion[28] ;
    - Statue la Vierge (Mater dolorosa) pour la chapelle du Calvaire[29]. Statue exposée au Salon de 1861[30].

  - hôtel de ville de Paris : La Sculpture et la Peinture, 1883, bas-relief au niveau du portique logeant la cour centrale[31].
  - maison de Victor Hugo : photographies de la statue de Victor Hugo, 1884 (œuvre disparue)[32].
  - musée Carnavalet : 
    - Buste d’Alfred Grévin, Salon de 1882[33],[34],[35] ;
    - Madame Ristori dans le rôle de Myrrha, 1855, statuette en plâtre[36].

  - Opéra Garnier : Buste de Jean-Baptiste Isabey, 1885, marbre.
  - palais du Louvre, aile Marsan :
    - La Paix, 1879, relief en pierre. Bogino remplace Henri Chapu qui n’a pu assurer la commande[37] ;
    - Deux bas-reliefs en pierre[38].

  - 7, rue de Tilsitt : décor sculpté en façade.
- Pointe-à-Pitre, Musée Schœlcher : Buste de Victor Schœlcher
- Pontécoulant, château de Pontécoulant : Soldat mourant dans les bras de la France, groupe en terre cuite[39].
- Rouen, cathédrale Notre-Dame, chapelle Sainte-Anne : Sacré-Cœur, 1892, statue[40].
- Saint-Étienne, musée d'Art moderne et contemporain : Portrait de Jules Janin, 1875, médaillon en marbre[41].
- Saint-Jean-d'Angély, place de l'hôtel de ville : Monument au comte Regnaud de Saint-Jean-d’Angely, 1863[42],[43]. Le plâtre a été exposé au Salon de 1867.
- Saint-Maixent-l'École, place de la Fontaine : Monument à Jean-Zuléma Amussat, inauguré le 22 avril 1878, il a été déplacé en 1996 dans le parc Chaigneau[44],[45].
- Vendargues, église : Vierge à l'enfant, 1883, marbre[46].
- Versailles, cimetière Saint-Louis : Monument funéraire d'Antonin Guillot Valeton de Sainbris (1820-1887)[47].

Œuvres de Frédéric-Louis-Désiré Bogino
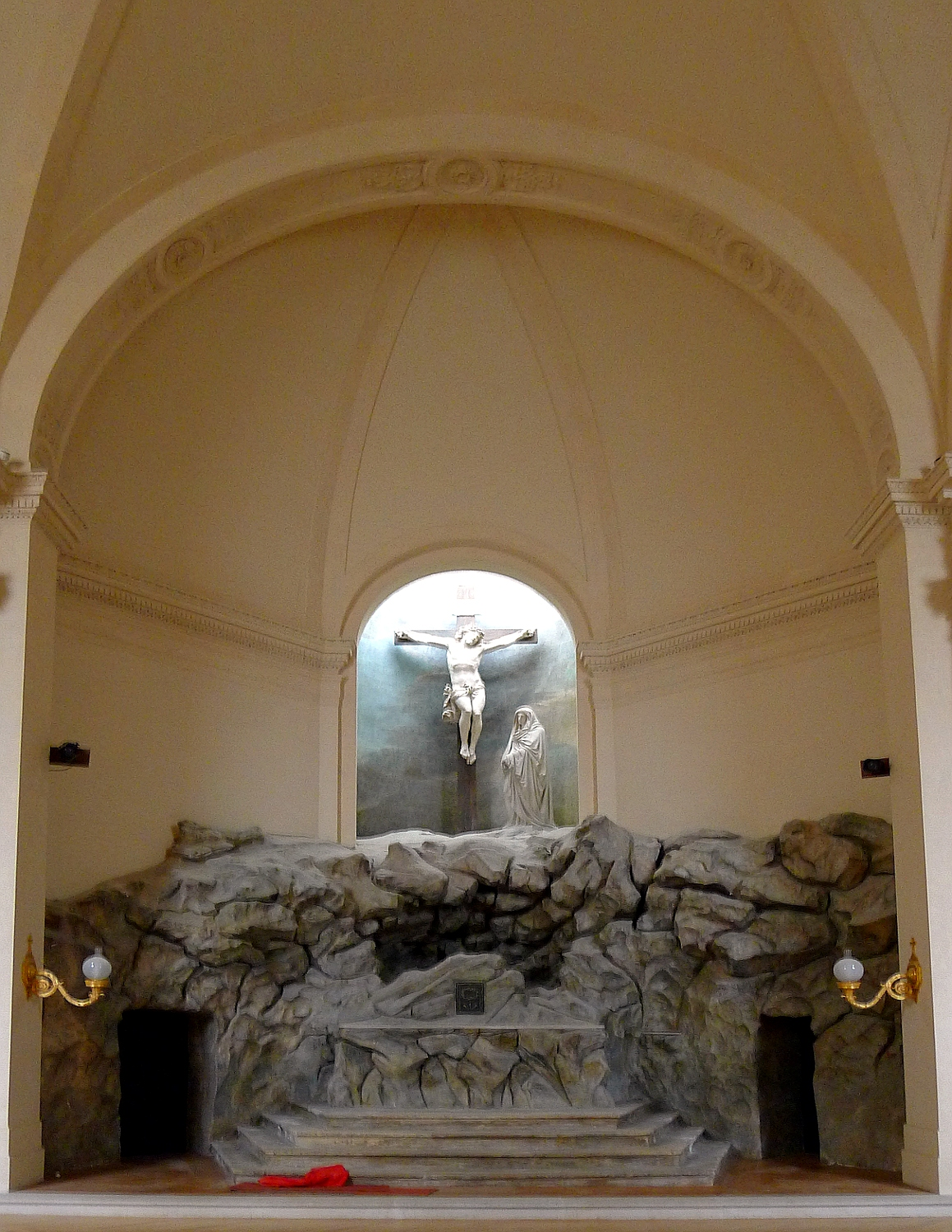
Chapelle du Calvaire (1861), Paris, église Saint-Roch. Le Christ est de Michel Anguier et la Vierge de Bogino.
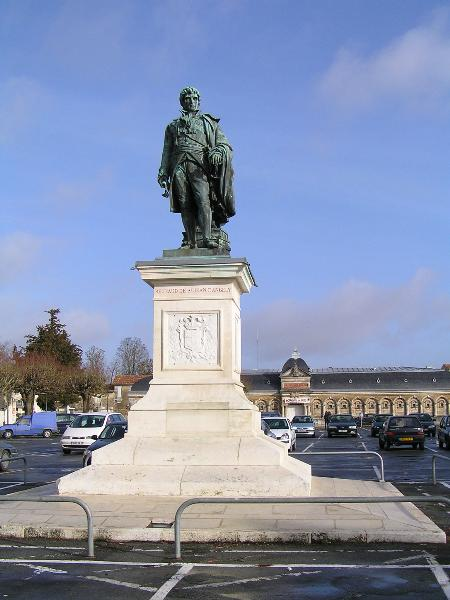
Monument au comte Regnaud de Saint-Jean-d’Angely (1863), Saint-Jean-d'Angély.
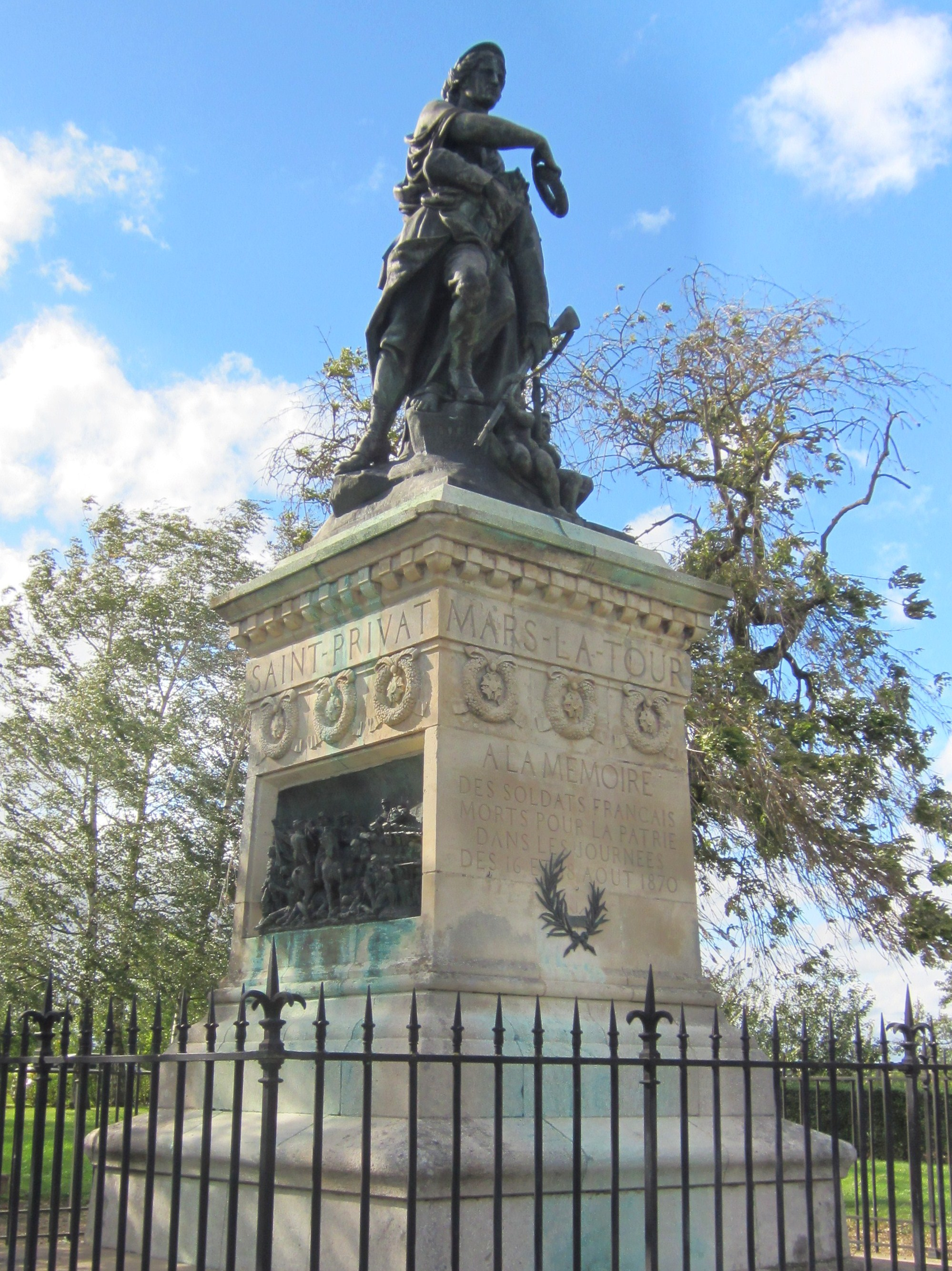
Monument aux morts de 1870 (1875), Mars-la-Tour.
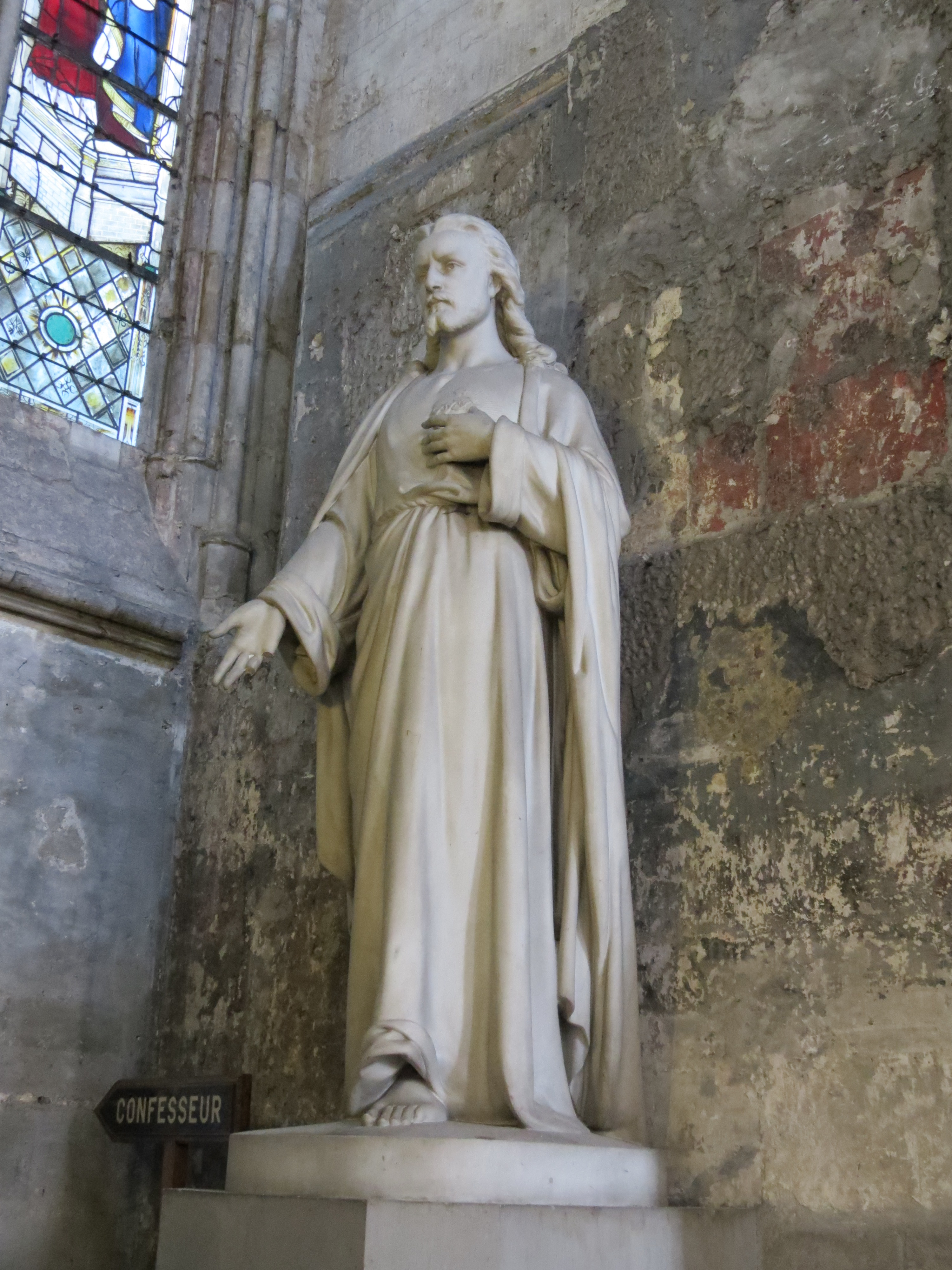
Sacré-Cœur (1892), cathédrale Notre-Dame de Rouen.